# Alain Blieck
Pour les articles homonymes, voir Blieck.
Alain Blieck, né à Lomme le 5 août 1949 et mort le 6 février 2022 à Lille, est un paléontologue français.

## Biographie
Après sa maîtrise de Géologie obtenue à l'université de Lille 1 en 1971, il poursuit ses études en paléontologie pour obtenir une thèse de troisième cycle en 1976 à l’université Pierre et Marie Curie. Il est agrégé de Sciences Naturelles en 1974.
Il est salarié du CNRS, d’abord chargé de recherche puis directeur de recherche à partir de 1999, jusqu’à sa retraite en 2014.
Après quelques années au Muséum national d'histoire naturelle, il rejoint Lille en 1983. Il est directeur du Laboratoire de Paléontologie et Paléogéographie du Paléozoïque de l’université de Lille 1 de 1998 à 2005.
Il est un expert des animaux marins des périodes Silurien et Dévonien du Paléozoïque, en particulier des Hétérostracés. Il est contributeur dans la classification des espèces et l’auteur de nombreuses publications.
Il est très impliqué dans de la Société Géologique du Nord, il en est président de 2010 à 2014.
Il fait également un important travail de vulgarisation, auteur de définition dans l'Encyclopædia Universalis.

## Distinctions
Il reçoit en 1994 le prix Léonard Danel de la Société des sciences, de l'agriculture et des arts de Lille. Il est récipiendaire du prix Léon de Lamothe de la Société géologique de France en 1998.

## Publications

### Livres
- Les Hétérostracés ptéraspidiformes, agnathes du Silurien-dévonien du continent Nord-Atlantique et des blocs avoisinants : révision systématique, phylogénie, biostratigraphie, biogéographie, Édition du CNRS 1984[7],[8]
- Éditeur Guidebook for IGCP 328-SDS joint field trip : Boulonnais (France), Ardenne (Belgium), VIIIth International Meeting in early vertebrates-lower vertebrates, Paris-Lille, éditeur Université des sciences et techniques de Lille,1995[9]
- Éditeurs avec Jean-Pierre De Baere La Société géologique du Nord et l'histoire des sciences de la Terre dans le Nord de la France, Villeneuve-d'Ascq : Société géologique du Nord, 2014[10]

### Articles très cités
- Susan Turner, Carole J Burrow, Hans-Peter Schultze, Alain Blieck, Wolf-Ernst Reif, Carl B Rexroad, Pierre Bultynck et Godfrey S Nowlan, False teeth: conodont-vertebrate phylogenetic relationships revisited, Geodiversitas, décembre 2010
- Gaël Clément, Per E Ahlberg, Alain Blieck, Henning Blom, Jennifer A Clack, Edouard Poty, Jacques Thorez et Philippe Janvier, Devonian tetrapod from western Europe, Nature, Janvier 2004
- Pierre-Yves Gagnier et Alain Blieck, First Ordovician vertebrate from South America, Geobios, Janvier 1986
- Jacques Godefroid, Alain Blieck, Pierre Bultynck, Léon Dejonghe, Philippe PG Gerrienne, Luc Hance, Francis Meilliez, Pierre Stainier et Philippe Steemans, Les formations du Dévonien inférieur du Massif de la Vesdre, de la Fenêtre de Theux et du Synclinorium de Dinant (Belgique, France), Memoirs of the geological survey of Belgium, 1994